# 철원고등학교
철원고등학교(鐵原高等學校)는 대한민국 강원특별자치도 철원군 철원읍 화지리에 있는 공립 고등학교이다.

## 학교 연혁
- 1965년 3월 20일 : 철원고등학교 개교
- 1976년 3월 1일 : 중.고등학교 분리
- 1980년 3월 1일 : 남.여 학교 분리
- 2020년 12월 24일 : 강당(으뜸마루) 준공
- 2023년 3월 1일 : 학칙 개정 (고 12학급)
- 2025년 1월 3일 : 제58회 졸업식
- 2025년 3월 1일 : 김성진 교장 부임
- 2025년 3월 4일 : 제61회 입학식

## 참고 자료
- 철원고등학교 - 한국교육학술정보원 학교알리미